# Dreifaltigkeitskapelle (Oedheim)

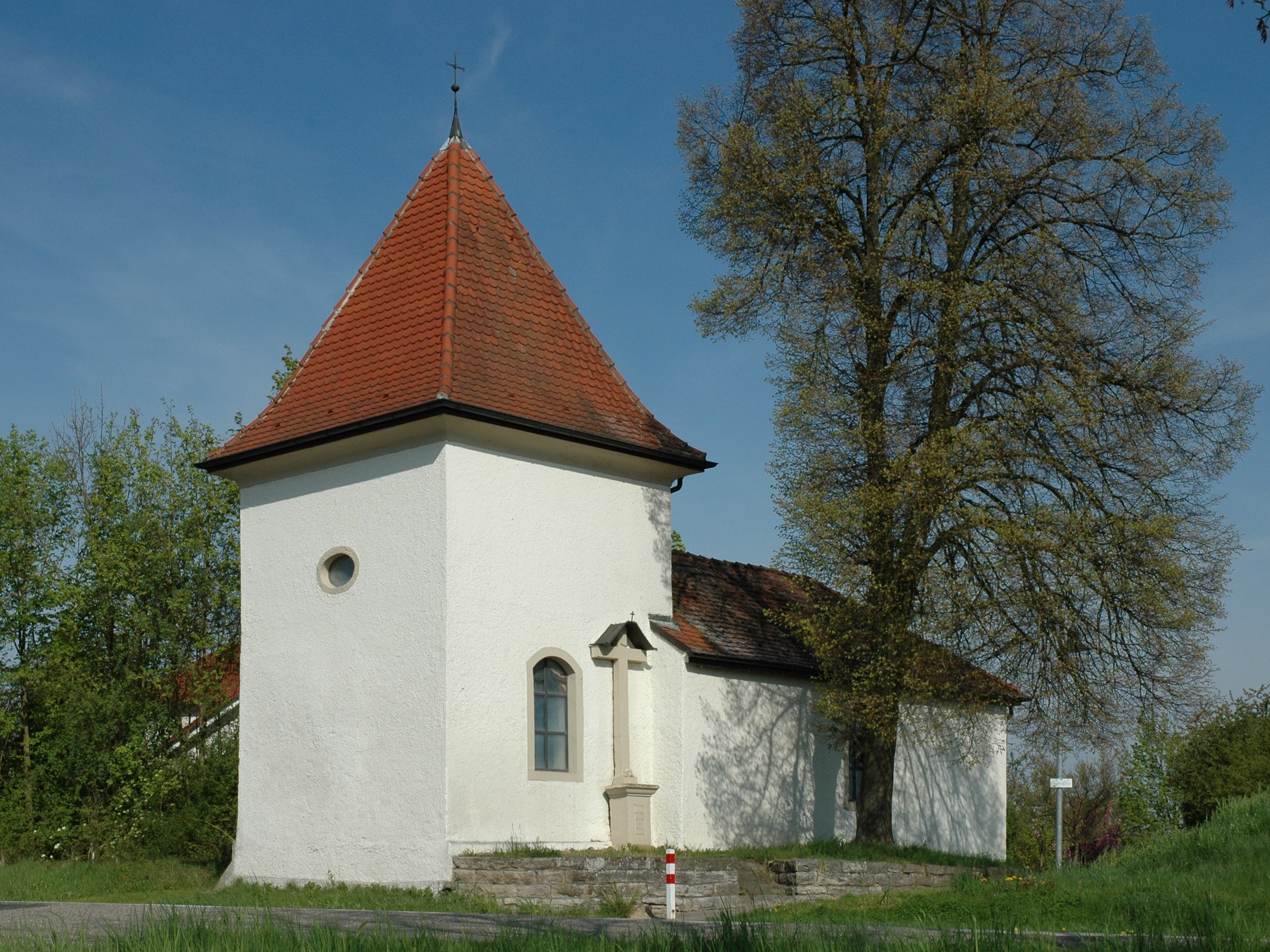
Dreifaltigkeitskapelle, Ansicht von Südosten (Apr. 2008)

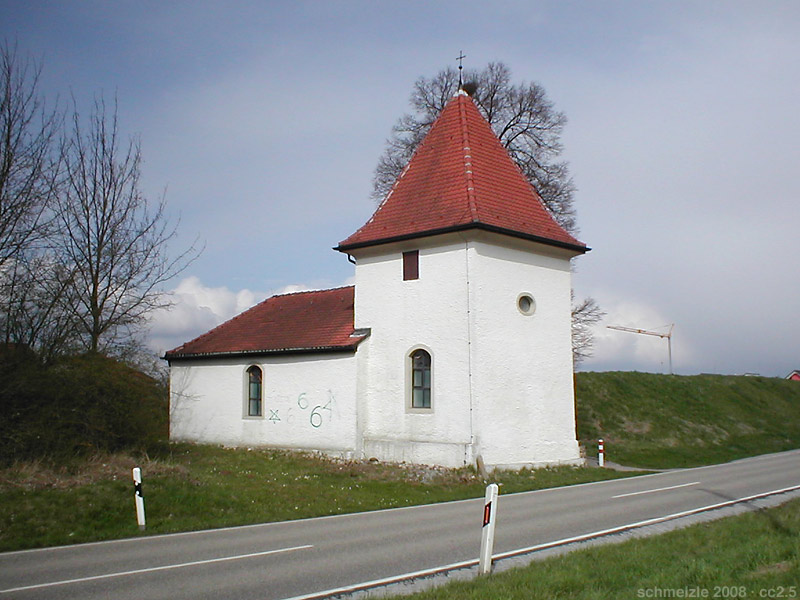
Dreifaltigkeitskapelle, Ansicht von Südwesten (April 2008)

Die Dreifaltigkeitskapelle ist eine unter Denkmalschutz stehende einschiffige, massive Feldkapelle in Oedheim.

## Lage
Die kleine Kapelle befindet sich an der Landstraße 1088 Bad Friedrichshall–Öhringen am südöstlichen Ortsrand von Oedheim.

## Geschichte
Die Ursprünge des Bauwerks sind nicht genauer bekannt. Eine These, der Turm sei auf den Grundmauern eines römischen Wachturms errichtet worden, wird durch die Bauweise und durch die Lage in der Nähe weiterer römischer Funde gestützt.
Der zuvor als „Turmhaus“ erwähnte Bau wurde am 7. Juli 1850 durch die Pfarrgemeinde Oedheim als Kapelle der Heiligen Dreifaltigkeit geweiht. Nach kriegsbedingten Schäden zu Ausgang des Zweiten Weltkriegs konnte die Sanierung des Baus 1954 abgeschlossen werden. 1955 wurden im Inneren der Altar und die Heiligenfiguren restauriert. Bei einem Einbruch wurden 1973 letztere entwendet, ohne dass der Diebstahl aufgeklärt werden konnte. Die Kapelle wurde seitdem innen komplett saniert, wobei im Chorbereich ein schlichter Altar zur Aufstellung kam und ein modernes Wandgemälde angebracht wurde, das mit der modernen Gestaltung der Glasfenster von Gisela Sternstein korrespondiert.
An den Außenmauern der Kapelle befindet sich ein Feldkreuz von 1736, dessen Stifter unbekannt ist. Es wurde im Rahmen der Umbauten von 1850 restauriert.

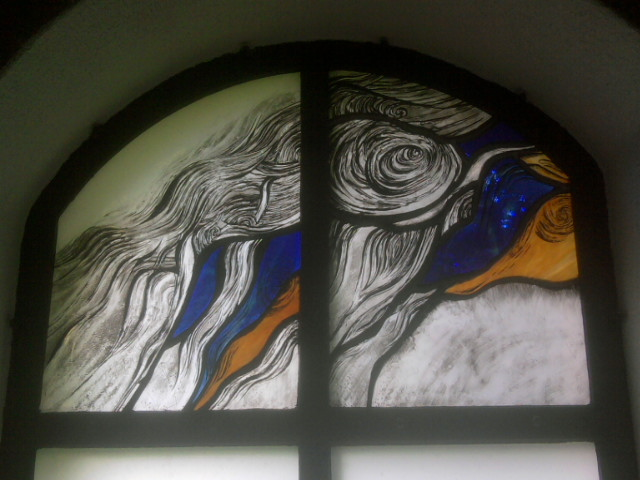
Innenansicht
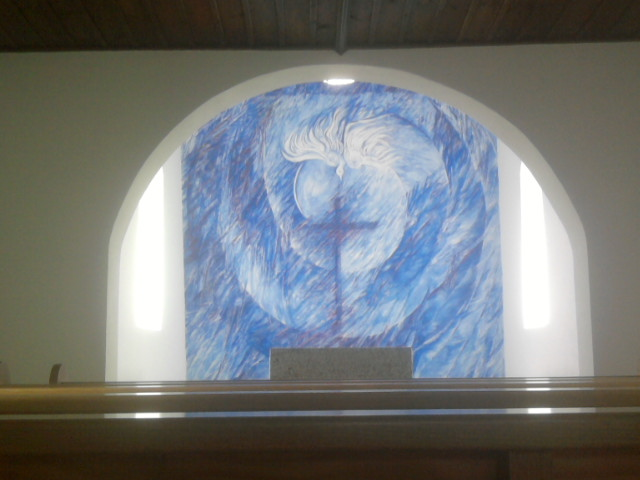
Innenansicht